# Бромид неодима(II)
Бромид неодима(II) — бинарное неорганическое соединение, 
соль металла неодима и бромистоводородной кислоты
с формулой NdBr2,
тёмно-зеленые кристаллы.

## Получение
- Спекание стехиометрических количеств бромида неодима(III) и металлического неодима:

{\displaystyle {\mathsf {2NdBr_{3}+Nd\ {\xrightarrow {800-900^{o}C}}\ 3NdBr_{2}}}}

## Физические свойства
Бромид неодима(II) образует тёмно-зеленые гигроскопичные кристаллы.